# Historia meczów barażowych w polskiej lidze żużlowej
Historia meczów barażowych w polskiej lidze żużlowej

## Baraże o prawo startu na pierwszym poziomie rozgrywek
| Rok  | Mecze                                                                           | Gospodarz                                            | Wyniki     | Gość                                                    | Uwagi | Źr.    |
| ---- | ------------------------------------------------------------------------------- | ---------------------------------------------------- | ---------- | ------------------------------------------------------- | --- | ------ |
| 1949 | Prawo startu w I lidze w roku 1949                                              |                                                      |            |                                                         | Wobec równej ilości punktów w klasyfikacji drużynowej zespołów I ligi na miejscach 6–9 o pozostaniu w I lidze zadecydowały turnieje barażowe z 3. i 4. zespołem II ligi. Turnieje rozegrano 15 maja 1949 roku w Lublinie (baraż „pierwszoligowców”) i 22 maja 1949 roku w Bydgoszczy. W lubelskim barażu „pierwszoligowców” wyniki przedstawiały się następująco: 1. Skra Warszawa (67 pkt.), 2. Związkowiec Gdańsk (47 pkt.), 3. Ogniwo Łódź (45 pkt.), 4. Włókniarz Łódź (20 pkt.). Dwa pierwsze zespoły z barażu „pierwszoligowców” miały spotkać się na barażu w Bydgoszczy z trzecim (Gwardia Bydgoszcz) i czwartym (Pogoń Katowice) zespołem II ligi z sezonu 1948, natomiast dwa ostatnie spaść do II ligi, jednakże ze względu na wycofanie się z rozgrywek Pogoni Katowice, ich miejsce w bydgoskim barażu zajęło Ogniwo Łódź. W Bydgoszczy wyniki przedstawiały się następująco: 1. Skra Warszawa (61 pkt.), 2. Ogniwo Łódź (56 pkt.), 3. Gwardia Bydgoszcz (45 pkt.), 4. Związkowiec Gdańsk (27 pkt.). Prawo startu w I lidze w roku 1949 wywalczyły zespoły z Warszawy i Łodzi. | [ 2 ]  |
| 1950 | Prawo startu w I lidze w roku 1950                                              |                                                      |            |                                                         | Dwie pierwsze drużyny II ligi sezonu 1949 (Gwardia Bydgoszcz i Włókniarz Częstochowa) według regulaminu PZM miały bezpośrednio awansować do I ligi, tymczasem zamiast bezpośredniego awansu zarządzono baraże – dwie pierwsze drużyny II ligi miały się spotkać z dwiema ostatnimi drużynami I ligi sezonu 1949 (Budowlani Rybnik i Kolejarz Rawicz). Do tej czwórki PZMot chciał dokooptować reaktywowaną drużynę Legii Warszawa, ale GKKF po fali protestów zmienił decyzję związku motorowego. Ostatecznie w barażu o prawo startu w I lidze w roku 1950 rywalizowały zespoły Budowlanych Rybnik, Kolejarza Rawicz oraz Włókniarza Częstochowa – drużyna Gwardii Bydgoszcz odmówiła startu z powodu dostarczenia im motocykli dopiero w dniu zawodów. Baraż odbył się 16 kwietnia 1950 roku na torze w Bytomiu. Wyniki przedstawiały się następująco: 1. Kolejarz Rawicz (18 lub 17 pkt.), 2. Budowlani Rybnik (17 lub 16 pkt.), 3. Włókniarz Częstochowa (17 lub 16 pkt.). Prawo startu w I lidze w roku 1950 wywalczyły zespoły z Rawicza i Rybnika. O drugim miejscu rybniczan przesądziła większa ilość indywidualnych zwycięstw – 4, częstochowianie – 2.                                           | [ 5 ]  |
| 1951 | O bycie przedstawicielem Zrzeszenia „Gwardia” w lidze zrzeszeniowej w roku 1951 |                                                      |            |                                                         | Przed sezonem 1951 GKKF i Komisja Sportowa PZMot ustaliły, że powstanie liga złożona z 6 drużyn – przedstawicieli Zrzeszeń Sportowych Związków Zawodowych: Unia Leszno, Budowlani Warszawa, Ogniwo Bytom, Górnik Rybnik, Stal Ostrów Wielkopolski i Kolejarz Rawicz. Oprócz nich w lidze występować mieli jeszcze przedstawiciele wojska – CWKS Warszawa, i milicji – Gwardia Bydgoszcz, ponadto tuż przed rozpoczęciem rozgrywek do ligi dołączyły Włókniarz Częstochowa i Spójnia Wrocław. O tym, który klub będzie przedstawicielem milicji zadecydowała ostatecznie sportowa rywalizacja. Na początku do ligi przyłączono gwardzistów z Bydgoszczy, jednak zespoły z Poznania i Rzeszowa oprotestowały tę decyzję i zarządzono, że rozstrzygnięcie sporu będzie miało miejsce na torze. 23 kwietnia 1951 roku w Rzeszowie rozegrano turniej, w którym kolejność była następująca: 1. Gwardia Bydgoszcz, 2. Gwardia Poznań, 3. Gwardia Rzeszów. | [ 7 ]  |
|      |                                                                                 |                                                      |            |                                                         | |        |
| 1956 | Prawo startu w I lidze w roku 1957                                              |                                                      |            |                                                         | W barażu o prawo startu w I lidze w roku 1957 rywalizowały: pierwszy (Włókniarz Częstochowa) i drugi (Stal Gorzów Wielkopolski) zespół grupy „północ” oraz pierwszy (Stal Świętochłowice) i drugi (Ostrovia) zespół grupy „południe” II ligi z sezonu 1956. Rywalizacja składała się z trzech rund: - 1. runda (28 października): - Włókniarz Częstochowa 37:16 Stal Gorzów Wielkopolski (tor w Ostrowie Wielkopolskim (?)), - Stal Świętochłowice 29:25 Ostrovia (tor w Częstochowie), - 2. runda (4 listopada): - Ostrovia – Stal Gorzów Wielkopolski (walkower dla Ostrovii), - Stal Świętochłowice 18:36 Włókniarz Częstochowa (tor na Muchowcu w Katowicach), - 3. runda (11 listopada): - Włókniarz Częstochowa 35:19 Ostrovia (tor w Rybniku), - Stal Świętochłowice – Stal Gorzów Wielkopolski (walkower dla Stali Świętochłowice). Po pierwszej rundzie drużyna z Gorzowa Wielkopolskiego zrezygnowała z dalszych meczów. Ostateczna kolejność przedstawiała się następująco: 1. Włókniarz Częstochowa (6 pkt.), 2. Stal Świętochłowice (4 pkt.), 3. Ostrovia (2 pkt.), 4. Stal Gorzów Wielkopolski (0 pkt.). Prawo startu w I lidze w roku 1957 wywalczyły zespoły z Częstochowy i Świętochłowic. | [ 8 ]  |
|      |                                                                                 |                                                      |            |                                                         | |        |
| 1960 | O 1. miejsce w II lidze w sezonie 1960 i prawo startu w I lidze w roku 1961     | Wanda Nowa Huta (1. miejsce w gr. „wschód” II ligi)  | 32:46      | Sparta Wrocław (1. miejsce w gr. „zachód” II ligi)      | Z uwagi na fakt, że w 1961 roku w I lidze miało występować 7 drużyn – mecze pomiędzy zwycięzcami grup II ligi, które decydowały o kolejności w tabeli łącznej II ligi, miały również zdecydować o prawie startu w I lidze w sezonie 1961. Po ich rozegraniu od pomysłu zmniejszenia ilości drużyn w I lidze odstąpiono, a awans uzyskały obydwie drużyny drugoligowe: Sparta Wrocław i Wanda Nowa Huta. | [ 9 ]  |
| 1960 | O 1. miejsce w II lidze w sezonie 1960 i prawo startu w I lidze w roku 1961     | Sparta Wrocław                                       | 49:29      | Wanda Nowa Huta                                         | Z uwagi na fakt, że w 1961 roku w I lidze miało występować 7 drużyn – mecze pomiędzy zwycięzcami grup II ligi, które decydowały o kolejności w tabeli łącznej II ligi, miały również zdecydować o prawie startu w I lidze w sezonie 1961. Po ich rozegraniu od pomysłu zmniejszenia ilości drużyn w I lidze odstąpiono, a awans uzyskały obydwie drużyny drugoligowe: Sparta Wrocław i Wanda Nowa Huta. | [ 9 ]  |
| 1961 | Prawo startu w I lidze w roku 1962                                              | Unia Tarnów (2. miejsce w II lidze)                  | 34:44      | Legia Gdańsk (7. miejsce w I lidze)                     | | [ 10 ] |
| 1961 | Prawo startu w I lidze w roku 1962                                              | Legia Gdańsk                                         | 49:29      | Unia Tarnów                                             | | [ 10 ] |
| 1962 | Prawo startu w I lidze w latach 1963–1964                                       | Zgrzeblarki Zielona Góra (2. miejsce w II lidze)     | 33:45      | Stal Gorzów Wielkopolski (7. miejsce w I lidze)         | | [ 11 ] |
| 1962 | Prawo startu w I lidze w latach 1963–1964                                       | Stal Gorzów Wielkopolski                             | 52:25      | Zgrzeblarki Zielona Góra                                | | [ 11 ] |
| 1964 | Prawo startu w I lidze w latach 1965–1966                                       | Unia Tarnów (2. miejsce w II lidze (1963–1964))      | 37:39      | Śląsk Świętochłowice (7. miejsce w I lidze (1963–1964)) | | [ 12 ] |
| 1964 | Prawo startu w I lidze w latach 1965–1966                                       | Śląsk Świętochłowice                                 | 53:25      | Unia Tarnów                                             | | [ 12 ] |
| 1966 | Prawo startu w I lidze w latach 1967–1968                                       | Unia Tarnów (2. miejsce w II lidze (1965–1966))      | 48:29      | Śląsk Świętochłowice (7. miejsce w I lidze (1965–1966)) | | [ 13 ] |
| 1966 | Prawo startu w I lidze w latach 1967–1968                                       | Śląsk Świętochłowice                                 | 45:33      | Unia Tarnów                                             | | [ 13 ] |
| 1968 | Prawo startu w I lidze w roku 1969                                              | Polonia Bydgoszcz (7. miejsce w I lidze (1967–1968)) | 43:35      | Unia Leszno (2. miejsce w II lidze (1967–1968))         | W meczu rewanżowym po 10 wyścigach w Lesznie gospodarze prezgrywali 26:33. Do następnych wyścigów nie wyjechali, tłumacząc swoją decyzję brutalną jazdą gości. Zawodów nie dokończono, przyznając walkower Polonii Bydgoszcz 65:13. | [ 14 ] |
| 1968 | Prawo startu w I lidze w roku 1969                                              | Unia Leszno                                          | 13:65 (wo) | Polonia Bydgoszcz                                       | W meczu rewanżowym po 10 wyścigach w Lesznie gospodarze prezgrywali 26:33. Do następnych wyścigów nie wyjechali, tłumacząc swoją decyzję brutalną jazdą gości. Zawodów nie dokończono, przyznając walkower Polonii Bydgoszcz 65:13. | [ 14 ] |
| 1969 | Prawo startu w I lidze w roku 1970                                              | Unia Leszno (2. miejsce w II lidze)                  | 45:33      | Włókniarz Częstochowa (7. miejsce w I lidze)            | Trzeci mecz rozegrano w Opolu. | [ 15 ] |
| 1969 | Prawo startu w I lidze w roku 1970                                              | Włókniarz Częstochowa                                | 44:32      | Unia Leszno                                             | Trzeci mecz rozegrano w Opolu. | [ 15 ] |
| 1969 | Prawo startu w I lidze w roku 1970                                              | Unia Leszno                                          | 47:31      | Włókniarz Częstochowa                                   | Trzeci mecz rozegrano w Opolu. | [ 15 ] |
| 1970 | Prawo startu w I lidze w roku 1971                                              | Wybrzeże Gdańsk (7. miejsce w I lidze)               | 56:19      | Stal Rzeszów (2. miejsce w II lidze)                    | | [ 16 ] |
| 1970 | Prawo startu w I lidze w roku 1971                                              | Stal Rzeszów                                         | 41:37      | Wybrzeże Gdańsk                                         | | [ 16 ] |
| 1971 | Prawo startu w I lidze w roku 1972                                              | Włókniarz Częstochowa (2. miejsce w II lidze)        | 47:28      | Wybrzeże Gdańsk (7. miejsce w I lidze)                  | | [ 17 ] |
| 1971 | Prawo startu w I lidze w roku 1972                                              | Wybrzeże Gdańsk                                      | 47:30      | Włókniarz Częstochowa                                   | | [ 17 ] |
| 1972 | Prawo startu w I lidze w roku 1973                                              | Wybrzeże Gdańsk (2. miejsce w II lidze)              | 41:35      | Zgrzeblarki Zielona Góra (7. miejsce w I lidze)         | | [ 18 ] |
| 1972 | Prawo startu w I lidze w roku 1973                                              | Zgrzeblarki Zielona Góra                             | 56:22      | Wybrzeże Gdańsk                                         | | [ 18 ] |
| 1973 | Prawo startu w I lidze w roku 1974                                              | Stal Toruń (2. miejsce w II lidze)                   | 44:34      | Polonia Bydgoszcz (7. miejsce w I lidze)                | W meczu rewanżowym do siódmego i następnych biegów goście nie wyjechali – odmówili dalszych startów. Przedefilowali przed trybunami, demonstracyjnie udając się do szatni. Pomimo kilkakrotnych wezwań arbitra, torunianie nie pojawili się w kolejnych biegach. Sędzia, chcąc żeby mecz został zaliczony, wystartował jeszcze trzy wyścigi, w których pojechali tylko bydgoszczanie. Następnie przy stanie 39:6 przerwał spotkanie. | [ 19 ] |
| 1973 | Prawo startu w I lidze w roku 1974                                              | Polonia Bydgoszcz                                    | 39:6       | Stal Toruń                                              | W meczu rewanżowym do siódmego i następnych biegów goście nie wyjechali – odmówili dalszych startów. Przedefilowali przed trybunami, demonstracyjnie udając się do szatni. Pomimo kilkakrotnych wezwań arbitra, torunianie nie pojawili się w kolejnych biegach. Sędzia, chcąc żeby mecz został zaliczony, wystartował jeszcze trzy wyścigi, w których pojechali tylko bydgoszczanie. Następnie przy stanie 39:6 przerwał spotkanie. | [ 19 ] |
| 1974 | Prawo startu w I lidze w roku 1975                                              | Wybrzeże Gdańsk (2. miejsce w II lidze)              | 54:24      | Falubaz Zielona Góra (7. miejsce w I lidze)             | | [ 20 ] |
| 1974 | Prawo startu w I lidze w roku 1975                                              | Falubaz Zielona Góra                                 | 44:31      | Wybrzeże Gdańsk                                         | | [ 20 ] |
| 1975 | Prawo startu w I lidze w roku 1976                                              | Polonia Bydgoszcz (7. miejsce w I lidze)             | 50:28      | Stal Toruń (2. miejsce w II lidze)                      | 14 grudnia 1975 roku Plenum GKŻ PZM podjęło decyzję o zwiększeniu liczby drużyn w I lidze z 8 do 10. W ten sposób awans uzyskała Stal Toruń i Wybrzeże Gdańsk, które wcześniej zostało z I ligi zdegradowane. | [ 21 ] |
| 1975 | Prawo startu w I lidze w roku 1976                                              | Stal Toruń                                           | 46:32      | Polonia Bydgoszcz                                       | 14 grudnia 1975 roku Plenum GKŻ PZM podjęło decyzję o zwiększeniu liczby drużyn w I lidze z 8 do 10. W ten sposób awans uzyskała Stal Toruń i Wybrzeże Gdańsk, które wcześniej zostało z I ligi zdegradowane. | [ 21 ] |
| 1976 | Prawo startu w I lidze w roku 1977                                              | Śląsk Świętochłowice (2. miejsce w II lidze)         | 57:39      | Wybrzeże Gdańsk (9. miejsce w I lidze)                  | | [ 22 ] |
| 1976 | Prawo startu w I lidze w roku 1977                                              | Wybrzeże Gdańsk                                      | 63:33      | Śląsk Świętochłowice                                    | | [ 22 ] |
| 1977 | Prawo startu w I lidze w roku 1978                                              | Śląsk Świętochłowice (2. miejsce w II lidze)         | 63:30      | Motor Lublin (9. miejsce w I lidze)                     | | [ 23 ] |
| 1977 | Prawo startu w I lidze w roku 1978                                              | Motor Lublin                                         | 49:47      | Śląsk Świętochłowice                                    | | [ 23 ] |
| 1978 | O 9. miejsce w I lidze w sezonie 1978 i prawo startu w I lidze w roku 1979      | Kolejarz Opole (9./10. miejsce w I lidze)            | 51:57      | Śląsk Świętochłowice (9./10. miejsce w I lidze)         | GKSŻ podjęła decyzję o rozegraniu meczów barażowych wobec faktu uzyskania przez Śląsk i Kolejarz identycznego bilansu punktów biegowych – -253. | [ 24 ] |
| 1978 | O 9. miejsce w I lidze w sezonie 1978 i prawo startu w I lidze w roku 1979      | Śląsk Świętochłowice                                 | 58:50      | Kolejarz Opole                                          | GKSŻ podjęła decyzję o rozegraniu meczów barażowych wobec faktu uzyskania przez Śląsk i Kolejarz identycznego bilansu punktów biegowych – -253. | [ 24 ] |
|      |                                                                                 |                                                      |            |                                                         | |        |
| 1980 | Prawo startu w I lidze w roku 1981                                              | Stal Rzeszów (2. miejsce w II lidze)                 | 65:43      | Wybrzeże Gdańsk (9. miejsce w I lidze)                  | | [ 25 ] |
| 1980 | Prawo startu w I lidze w roku 1981                                              | Wybrzeże Gdańsk                                      | 79:29      | Stal Rzeszów                                            | | [ 25 ] |
| 1981 | Prawo startu w I lidze w roku 1982                                              | Motor Lublin (2. miejsce w II lidze)                 | 44:45      | Polonia Bydgoszcz (9. miejsce w I lidze)                | | [ 26 ] |
| 1981 | Prawo startu w I lidze w roku 1982                                              | Polonia Bydgoszcz                                    | 50:40      | Motor Lublin                                            | | [ 26 ] |
| 1982 | Prawo startu w I lidze w roku 1983                                              | Start Gniezno (9. miejsce w I lidze)                 | 59:31      | Unia Tarnów (2. miejsce w II lidze)                     | | [ 27 ] |
| 1982 | Prawo startu w I lidze w roku 1983                                              | Unia Tarnów                                          | 52:37      | Start Gniezno                                           | | [ 27 ] |
| 1983 | Prawo startu w I lidze w roku 1984                                              | GKM Grudziądz (2. miejsce w II lidze)                | 28:62      | Polonia Bydgoszcz (9. miejsce w I lidze)                | | [ 28 ] |
| 1983 | Prawo startu w I lidze w roku 1984                                              | Polonia Bydgoszcz                                    | 54:36      | GKM Grudziądz                                           | | [ 28 ] |
| 1984 | Prawo startu w I lidze w roku 1985                                              | Stal Rzeszów (9. miejsce w I lidze)                  | 55:34      | Unia Tarnów (2. miejsce w II lidze)                     | | [ 29 ] |
| 1984 | Prawo startu w I lidze w roku 1985                                              | Unia Tarnów                                          | 45:45      | Stal Rzeszów                                            | | [ 29 ] |
| 1985 | Prawo startu w I lidze w roku 1986                                              | Kolejarz Opole (9. miejsce w I lidze)                | 56:33      | Motor Lublin (2. miejsce w II lidze)                    | | [ 30 ] |
| 1985 | Prawo startu w I lidze w roku 1986                                              | Motor Lublin                                         | 54:35      | Kolejarz Opole                                          | | [ 30 ] |
| 1986 | Prawo startu w I lidze w roku 1987                                              | Śląsk Świętochłowice (2. miejsce w II lidze)         | 54:36      | Unia Tarnów (9. miejsce w I lidze)                      | | [ 31 ] |
| 1986 | Prawo startu w I lidze w roku 1987                                              | Unia Tarnów                                          | 56:34      | Śląsk Świętochłowice                                    | | [ 31 ] |
| 1987 | Prawo startu w I lidze w roku 1988                                              | Unia Tarnów (9. miejsce w I lidze)                   | 51:39      | Włókniarz Częstochowa (2. miejsce w II lidze)           | | [ 32 ] |
| 1987 | Prawo startu w I lidze w roku 1988                                              | Włókniarz Częstochowa                                | 46:44      | Unia Tarnów                                             | | [ 32 ] |
| 1988 | Prawo startu w I lidze w roku 1989                                              | Sparta Wrocław (2. miejsce w II lidze)               | 47:42      | Stal Rzeszów (9. miejsce w I lidze)                     | | [ 33 ] |
| 1988 | Prawo startu w I lidze w roku 1989                                              | Stal Rzeszów                                         | 64:26      | Sparta Wrocław                                          | | [ 33 ] |
|      |                                                                                 |                                                      |            |                                                         | |        |
| 1990 | Prawo startu w I lidze w roku 1991                                              | Sparta Wrocław (2. miejsce w II lidze)               | 42:48      | Falubaz Zielona Góra (7. miejsce w I lidze)             | | [ 34 ] |
| 1990 | Prawo startu w I lidze w roku 1991                                              | Falubaz Zielona Góra                                 | 62:28      | Sparta Wrocław                                          | | [ 34 ] |
| 1991 | Prawo startu w I lidze w roku 1992                                              | Wybrzeże Gdańsk (3. miejsce w II lidze)              | 51:39      | ROW Rybnik (8. miejsce w I lidze)                       | | [ 35 ] |
| 1991 | Prawo startu w I lidze w roku 1992                                              | ROW Rybnik                                           | 48:42      | Wybrzeże Gdańsk                                         | | [ 35 ] |
| 1991 | Prawo startu w I lidze w roku 1992                                              | Sparta Wrocław (4. miejsce w II lidze)               | 54:36      | Unia Leszno (7. miejsce w I lidze)                      | | [ 35 ] |
| 1991 | Prawo startu w I lidze w roku 1992                                              | Unia Leszno                                          | 44:46      | Sparta Wrocław                                          | | [ 35 ] |
|      |                                                                                 |                                                      |            |                                                         | |        |
| 1999 | Prawo startu w Ekstralidze w roku 2000                                          | ZKŻ Zielona Góra (2. miejsce w II lidze)             | 40:50      | Apator Toruń (7. miejsce w I lidze)                     | | [ 36 ] |
| 1999 | Prawo startu w Ekstralidze w roku 2000                                          | Apator Toruń                                         | 53:37      | ZKŻ Zielona Góra                                        | | [ 36 ] |
| 2000 | Prawo startu w Ekstralidze w roku 2001                                          | GKM Grudziądz (2. miejsce w I lidze)                 | 38:52      | Unia Leszno (7. miejsce w Ekstralidze)                  | | [ 37 ] |
| 2000 | Prawo startu w Ekstralidze w roku 2001                                          | Unia Leszno                                          | 60:30      | GKM Grudziądz                                           | | [ 37 ] |
| 2001 | Prawo startu w Ekstralidze w roku 2002                                          | RKM Rybnik (2. miejsce w I lidze)                    | 49:40      | Unia Leszno (7. miejsce w Ekstralidze)                  | | [ 38 ] |
| 2001 | Prawo startu w Ekstralidze w roku 2002                                          | Unia Leszno                                          | 52:38      | RKM Rybnik                                              | | [ 38 ] |
| 2002 | Prawo startu w Ekstralidze w roku 2003                                          | Start Gniezno (2. miejsce w I lidze)                 | 49:41      | Wybrzeże Gdańsk (7. miejsce w Ekstralidze)              | | [ 39 ] |
| 2002 | Prawo startu w Ekstralidze w roku 2003                                          | Wybrzeże Gdańsk                                      | 48:35      | Start Gniezno                                           | | [ 39 ] |
| 2003 | Prawo startu w Ekstralidze w roku 2004                                          | Unia Tarnów (2. miejsce w I lidze)                   | 48:42      | Wybrzeże Gdańsk (7. miejsce w Ekstralidze)              | | [ 40 ] |
| 2003 | Prawo startu w Ekstralidze w roku 2004                                          | Wybrzeże Gdańsk                                      | 42:48      | Unia Tarnów                                             | | [ 40 ] |
| 2004 | Prawo startu w Ekstralidze w roku 2005                                          | TŻ Lublin (2. miejsce w I lidze)                     | 52:38      | ZKŻ Zielona Góra (7. miejsce w Ekstralidze)             | | [ 41 ] |
| 2004 | Prawo startu w Ekstralidze w roku 2005                                          | ZKŻ Zielona Góra                                     | 59:31      | TŻ Lublin                                               | | [ 41 ] |
| 2005 | Prawo startu w Ekstralidze w roku 2006                                          | KM Ostrów (2. miejsce w I lidze)                     | 44:46      | Wybrzeże Gdańsk (7. miejsce w Ekstralidze)              | 21 stycznia 2006 roku Komisja ds. Licencji dla klubów Ekstraligi działająca przy GKSŻ postanowiła pozbawić miejsca w najwyższej klasie rozgrywkowej drużynę Wybrzeża Gdańsk. Zakładana kolejność kierowania przez GKSŻ zaproszeń do przejęcia wakującego miejsca była następująca: ZKŻ Zielona Góra (8. miejsce w Ekstralidze), KM Ostrów, RKM Rybnik (3. miejsce w I lidze), Stal Gorzów Wielkopolski (4. miejsce w I lidze). Wakujące miejsce w Ekstralidze ostatecznie przejął zespół RKM Rybnik. | [ 43 ] |
| 2005 | Prawo startu w Ekstralidze w roku 2006                                          | Wybrzeże Gdańsk                                      | 53:37      | KM Ostrów                                               | 21 stycznia 2006 roku Komisja ds. Licencji dla klubów Ekstraligi działająca przy GKSŻ postanowiła pozbawić miejsca w najwyższej klasie rozgrywkowej drużynę Wybrzeża Gdańsk. Zakładana kolejność kierowania przez GKSŻ zaproszeń do przejęcia wakującego miejsca była następująca: ZKŻ Zielona Góra (8. miejsce w Ekstralidze), KM Ostrów, RKM Rybnik (3. miejsce w I lidze), Stal Gorzów Wielkopolski (4. miejsce w I lidze). Wakujące miejsce w Ekstralidze ostatecznie przejął zespół RKM Rybnik. | [ 43 ] |
| 2006 | Prawo startu w Ekstralidze w roku 2007                                          | KM Ostrów (2. miejsce w I lidze)                     | 40:50      | KS Toruń (7. miejsce w Ekstralidze)                     | | [ 44 ] |
| 2006 | Prawo startu w Ekstralidze w roku 2007                                          | KS Toruń                                             | 58:32      | KM Ostrów                                               | | [ 44 ] |
| 2007 | Prawo startu w Ekstralidze w roku 2008                                          | KM Ostrów (2. miejsce w I lidze)                     | 43:50      | ZKŻ Zielona Góra (7. miejsce w Ekstralidze)             | | [ 45 ] |
| 2007 | Prawo startu w Ekstralidze w roku 2008                                          | ZKŻ Zielona Góra                                     | 58:32      | KM Ostrów                                               | | [ 45 ] |
| 2008 | Prawo startu w Ekstralidze w roku 2009                                          | GKŻ Wybrzeże Gdańsk (2. miejsce w I lidze)           | 54:37      | Stal Rzeszów (7. miejsce w Ekstralidze)                 | | [ 46 ] |
| 2008 | Prawo startu w Ekstralidze w roku 2009                                          | Stal Rzeszów                                         | 47:45      | GKŻ Wybrzeże Gdańsk                                     | | [ 46 ] |
| 2009 | Prawo startu w Ekstralidze w roku 2010                                          | SK Lokomotīve Dyneburg (2. miejsce w I lidze)        | 0:40 (wo)  | WTS Wrocław (7. miejsce w Ekstralidze)                  | Drużyna łotewska zrezygnowała z udziału w meczach barażowych o miejsce w Ekstralidze. GKSŻ orzekł walkower na korzyść drużyny WTS Wrocław w każdym meczu barażowym. | [ 47 ] |
| 2009 | Prawo startu w Ekstralidze w roku 2010                                          | WTS Wrocław                                          | 40:0 (wo)  | SK Lokomotīve Dyneburg                                  | Drużyna łotewska zrezygnowała z udziału w meczach barażowych o miejsce w Ekstralidze. GKSŻ orzekł walkower na korzyść drużyny WTS Wrocław w każdym meczu barażowym. | [ 47 ] |
| 2010 | Prawo startu w Ekstralidze w roku 2011                                          | Wybrzeże Gdańsk (2. miejsce w I lidze)               | 47:43      | Włókniarz Częstochowa (7. miejsce w Ekstralidze)        | | [ 48 ] |
| 2010 | Prawo startu w Ekstralidze w roku 2011                                          | Włókniarz Częstochowa                                | 61:29      | Wybrzeże Gdańsk                                         | | [ 48 ] |
| 2011 | Prawo startu w Ekstralidze w roku 2012                                          | TŻ Start Gniezno (3. miejsce w I lidze)              | 43:47      | Włókniarz Częstochowa (8. miejsce w Ekstralidze)        | | [ 49 ] |
| 2011 | Prawo startu w Ekstralidze w roku 2012                                          | Włókniarz Częstochowa                                | 44:46      | TŻ Start Gniezno                                        | | [ 49 ] |
| 2012 | Prawo startu w Ekstralidze w roku 2013                                          | GTŻ Grudziądz (2. miejsce w I lidze)                 | 51:39      | Sparta Wrocław (9. miejsce w Ekstralidze)               | | [ 50 ] |
| 2012 | Prawo startu w Ekstralidze w roku 2013                                          | Sparta Wrocław                                       | 60:30      | GTŻ Grudziądz                                           | | [ 50 ] |
|      |                                                                                 |                                                      |            |                                                         | |        |
| 2014 | Prawo startu w Ekstralidze w roku 2015                                          | KŻ Orzeł Łódź (2. miejsce w I lidze)                 | –          | Włókniarz Częstochowa (7. miejsce w Ekstralidze)        | Mecze barażowe o miejsce w Ekstralidze miały odbyć się 12 i 19 października 2014 roku, jednakże 8 października klub z Łodzi poinformował o rezygnacji z udziału w nich, natomiast 10 października GKSŻ poinformowała o tym, że Prezydium Zarządu Głównego Polskiego Związku Motorowego stwierdziło wygaśnięcie z dniem 10 października 2014 roku licencji nadzorowanej przyznanej klubom z Gdańska (8. miejsce w Ekstralidze) oraz Częstochowy. Również 10 października Ekstraliga Żużlowa Sp. z o.o. poinformowała o odwołaniu meczów barażowych o prawo startu w Ekstralidze w sezonie 2015, zaś 6 listopada o tym, że po przeprowadzeniu konkursu ofert „dziką kartę” uprawniającą do ubiegania się o licencję PZM na starty w Ekstralidze w sezonie 2015 otrzymał GKM Grudziądz (3. miejsce w I lidze). | [ 55 ] |
| 2014 | Prawo startu w Ekstralidze w roku 2015                                          | Włókniarz Częstochowa                                | –          | KŻ Orzeł Łódź                                           | Mecze barażowe o miejsce w Ekstralidze miały odbyć się 12 i 19 października 2014 roku, jednakże 8 października klub z Łodzi poinformował o rezygnacji z udziału w nich, natomiast 10 października GKSŻ poinformowała o tym, że Prezydium Zarządu Głównego Polskiego Związku Motorowego stwierdziło wygaśnięcie z dniem 10 października 2014 roku licencji nadzorowanej przyznanej klubom z Gdańska (8. miejsce w Ekstralidze) oraz Częstochowy. Również 10 października Ekstraliga Żużlowa Sp. z o.o. poinformowała o odwołaniu meczów barażowych o prawo startu w Ekstralidze w sezonie 2015, zaś 6 listopada o tym, że po przeprowadzeniu konkursu ofert „dziką kartę” uprawniającą do ubiegania się o licencję PZM na starty w Ekstralidze w sezonie 2015 otrzymał GKM Grudziądz (3. miejsce w I lidze). | [ 55 ] |
| 2015 | Prawo startu w Ekstralidze w roku 2016                                          | ŻKS Ostrovia (2. miejsce w I lidze)                  | 40:50      | Stal Rzeszów (7. miejsce w Ekstralidze)                 | W 2015 roku 1. miejsce w I lidze wywalczył łotewski SK Lokomotīve Dyneburg, który jednak nie był w stanie spełnić wymogów licencyjnych pozwalających na starty w Ekstralidze w sezonie 2016. W tej sytuacji zaproszenie do Ekstraligi otrzymały ŻKS Ostrovia (już po barażach) i ŻKS ROW Rybnik (3. miejsce w I lidze). Startu z powodów finansowych odmówił klub z Ostrowa Wielkopolskiego, dzięki czemu pierwszeństwo startu w Ekstralidze przeszło na klub z Rybnika, który przyjął zaproszenie. Później do procesu licencyjnego nie przystąpiła z powodów finansowych Stal Rzeszów. Jej miejsce zajął spadkowicz GKM Grudziądz (8. miejsce w Ekstralidze). | [ 58 ] |
| 2015 | Prawo startu w Ekstralidze w roku 2016                                          | Stal Rzeszów                                         | 62:28      | ŻKS Ostrovia                                            | W 2015 roku 1. miejsce w I lidze wywalczył łotewski SK Lokomotīve Dyneburg, który jednak nie był w stanie spełnić wymogów licencyjnych pozwalających na starty w Ekstralidze w sezonie 2016. W tej sytuacji zaproszenie do Ekstraligi otrzymały ŻKS Ostrovia (już po barażach) i ŻKS ROW Rybnik (3. miejsce w I lidze). Startu z powodów finansowych odmówił klub z Ostrowa Wielkopolskiego, dzięki czemu pierwszeństwo startu w Ekstralidze przeszło na klub z Rybnika, który przyjął zaproszenie. Później do procesu licencyjnego nie przystąpiła z powodów finansowych Stal Rzeszów. Jej miejsce zajął spadkowicz GKM Grudziądz (8. miejsce w Ekstralidze). | [ 58 ] |
| 2016 | Prawo startu w Ekstralidze w roku 2017                                          | KŻ Orzeł Łódź (2. miejsce w I lidze)                 | –          | Unia Leszno (7. miejsce w Ekstralidze)                  | W 2016 roku 1. miejsce w I lidze wywalczył łotewski SK Lokomotīve Dyneburg. W związku z tym, zgodnie z regulaminem licencyjnym, mecze barażowe nie zostały zorganizowane, a prawo do startu w Ekstralidze w sezonie 2017 automatycznie uzyskała Unia Leszno oraz KŻ Orzeł Łódź. Klub z Łodzi poinformował jednak o rezygnacji z przystąpienia do rozgrywek Ekstraligi w sezonie 2017 z uwagi na brak wywalczenia awansu w sposób sportowy. W tej sytuacji zaproszenie do Ekstraligi otrzymał Włókniarz Częstochowa (3. miejsce w I lidze), który postanowił je przyjąć. | [ 57 ] |
| 2016 | Prawo startu w Ekstralidze w roku 2017                                          | Unia Leszno                                          | –          | KŻ Orzeł Łódź                                           | W 2016 roku 1. miejsce w I lidze wywalczył łotewski SK Lokomotīve Dyneburg. W związku z tym, zgodnie z regulaminem licencyjnym, mecze barażowe nie zostały zorganizowane, a prawo do startu w Ekstralidze w sezonie 2017 automatycznie uzyskała Unia Leszno oraz KŻ Orzeł Łódź. Klub z Łodzi poinformował jednak o rezygnacji z przystąpienia do rozgrywek Ekstraligi w sezonie 2017 z uwagi na brak wywalczenia awansu w sposób sportowy. W tej sytuacji zaproszenie do Ekstraligi otrzymał Włókniarz Częstochowa (3. miejsce w I lidze), który postanowił je przyjąć. | [ 57 ] |
| 2017 | Prawo startu w Ekstralidze w roku 2018                                          | KS Toruń (7. miejsce w Ekstralidze)                  | 47:43      | GKŻ Wybrzeże Gdańsk (2. miejsce w I lidze)              | | [ 63 ] |
| 2017 | Prawo startu w Ekstralidze w roku 2018                                          | GKŻ Wybrzeże Gdańsk                                  | 40:50      | KS Toruń                                                | | [ 63 ] |
| 2018 | Prawo startu w Ekstralidze w roku 2019                                          | Falubaz Zielona Góra (7. miejsce w Ekstralidze)      | 51:39      | ROW Rybnik (2. miejsce w I lidze)                       | | [ 64 ] |
| 2018 | Prawo startu w Ekstralidze w roku 2019                                          | ROW Rybnik                                           | 45:45      | Falubaz Zielona Góra                                    | | [ 64 ] |
| 2019 | Prawo startu w Ekstralidze w roku 2020                                          | Stal Gorzów Wielkopolski (7. miejsce w Ekstralidze)  | 60:30      | TŻ Ostrovia (2. miejsce w I lidze)                      | | [ 65 ] |
| 2019 | Prawo startu w Ekstralidze w roku 2020                                          | TŻ Ostrovia                                          | 33:57      | Stal Gorzów Wielkopolski                                | | [ 65 ] |

## Baraże o prawo startu na drugim poziomie rozgrywek
| Rok  | Mecze                                                                             | Gospodarz                                            | Wyniki    | Gość                                       | Uwagi | Źr.    |
| ---- | --------------------------------------------------------------------------------- | ---------------------------------------------------- | --------- | ------------------------------------------ | --- | ------ |
| 1948 | Finał Poznańskiej Ligi Okręgowej w sezonie 1948                                   |                                                      |           |                                            | W sezonie 1949 do rozgrywek II ligi nie przystąpiły zespoły Pogoni Katowice, SSM Gdynia i Legii Warszawa. Ich miejsce zajął RTKM-Gwardia Rzeszów oraz zespoły Poznańskiej Ligi Okręgowej: MK-Kolejarz Rawicz II i Unia Chodzież. W finale PLO w sezonie 1948 (prawdopodobnie post factum okazał się to baraż o prawo startu w II lidze w roku 1949) rywalizowały: MK Rawicz II (1. miejsce w PLO), Unia Chodzież (3. miejsce w PLO) oraz Unia Gniezno (4. miejsce w PLO). W turnieju finałowym miały wystartować cztery najlepsze zespoły PLO, lecz LKM Leszno II (2. miejsce w PLO), z powodu kontuzji zawodników, nie mógł wystawić zespołu. Zawody odbyły się 17 października 1948 roku na torze w Poznaniu. Wyniki przedstawiały się następująco: 1. MK Rawicz II (24 pkt.), 2. Unia Chodzież (14 pkt., w tym dwa zwycięstwa indywidualne), 3. Unia Gniezno (14 pkt., w tym jedno zwycięstwo indywidualne). | [ 1 ]  |
|      |                                                                                   |                                                      |           |                                            | |        |
| 2000 | Prawo startu w I lidze w roku 2001                                                | Unia Tarnów (2. miejsce w II lidze)                  | 37:53     | ŁTŻ Łódź (7. miejsce w I lidze)            | | [ 37 ] |
| 2000 | Prawo startu w I lidze w roku 2001                                                | ŁTŻ Łódź                                             | 58:31     | Unia Tarnów                                | | [ 37 ] |
| 2001 | Prawo startu w I lidze w roku 2002                                                | TŻ Iskra Ostrów Wielkopolski (2. miejsce w II lidze) | 40:50     | TŻ Opole (7. miejsce w I lidze)            | | [ 38 ] |
| 2001 | Prawo startu w I lidze w roku 2002                                                | TŻ Opole                                             | 46:44     | TŻ Iskra Ostrów Wielkopolski               | | [ 38 ] |
| 2002 | Prawo startu w I lidze w roku 2003                                                | WKM Warszawa (2. miejsce w II lidze)                 | 62:26     | TŻ Opole (7. miejsce w I lidze)            | | [ 39 ] |
| 2002 | Prawo startu w I lidze w roku 2003                                                | TŻ Opole                                             | 52:38     | WKM Warszawa                               | | [ 39 ] |
| 2003 | Prawo startu w I lidze w roku 2004                                                | KM Ostrów (2. miejsce w II lidze)                    | 51:38     | RKS Kolejarz Rawicz (7. miejsce w I lidze) | | [ 40 ] |
| 2003 | Prawo startu w I lidze w roku 2004                                                | RKS Kolejarz Rawicz                                  | 42:48     | KM Ostrów                                  | | [ 40 ] |
| 2004 | Rozgrywki łączone I i II ligi w sezonie 2004 o prawo startu w I lidze w roku 2005 |                                                      |           |                                            | W 2004 roku nie rozegrano baraży, a rundę finałową w formie rozgrywek łączonych I ligi (drużyny z miejsc 5–7: GTŻ Grudziądz, KM Ostrów, Start Gniezno) oraz II ligi (drużyny z miejsc 1–3: KŻ Kolejarz Opole, KSŻ Krosno, RKS Kolejarz Rawicz), z zaliczeniem wyników bezpośrednich spotkań pomiędzy zainteresowanymi zespołami z rund zasadniczych. Ostateczna kolejność przedstawiała się następująco: 1. GTŻ Grudziądz (18 pkt.), 2. KM Ostrów (17 pkt.), 3. KŻ Kolejarz Opole (11 pkt.), 4. KSŻ Krosno (6 pkt.), 5. RKS Kolejarz Rawicz (6 pkt.), 6. Start Gniezno (2 pkt.). Prawo startu w I lidze w roku 2005 wywalczyły zespoły z Grudziądza, Ostrowa Wielkopolskiego, Opola i Krosna. | [ 41 ] |
| 2005 | Prawo startu w I lidze w roku 2006                                                | SC Trofimow Równe (2. miejsce w II lidze)            | 44:46     | KSŻ Krosno (7. miejsce w I lidze)          | Na mecz rewanżowy drużyna ukraińska przyjechała w czteroosobowym składzie – przyznano walkower KSŻ Krosno. | [ 43 ] |
| 2005 | Prawo startu w I lidze w roku 2006                                                | KSŻ Krosno                                           | 40:0 (wo) | SC Trofimow Równe                          | Na mecz rewanżowy drużyna ukraińska przyjechała w czteroosobowym składzie – przyznano walkower KSŻ Krosno. | [ 43 ] |
| 2006 | Prawo startu w I lidze w roku 2007                                                | PSŻ Poznań (2. miejsce w II lidze)                   | 57:32     | KSŻ Krosno (7. miejsce w I lidze)          | | [ 44 ] |
| 2006 | Prawo startu w I lidze w roku 2007                                                | KSŻ Krosno                                           | 50:39     | PSŻ Poznań                                 | | [ 44 ] |
| 2007 | Prawo startu w I lidze w roku 2008                                                | SK Lokomotīve Dyneburg (2. miejsce w II lidze)       | 68:24     | TŻ Lublin (7. miejsce w I lidze)           | | [ 45 ] |
| 2007 | Prawo startu w I lidze w roku 2008                                                | TŻ Lublin                                            | 53:40     | SK Lokomotīve Dyneburg                     | | [ 45 ] |
| 2008 | Prawo startu w I lidze w roku 2009                                                | Speedway Miszkolc (2. miejsce w II lidze)            | 0:40 (wo) | GTŻ Grudziądz (7. miejsce w I lidze)       | Drużyna węgierska zrezygnowała z udziału w meczach barażowych o miejsce w I lidze. GKSŻ orzekł walkower na korzyść drużyny GTŻ Grudziądz w każdym meczu barażowym. | [ 46 ] |
| 2008 | Prawo startu w I lidze w roku 2009                                                | GTŻ Grudziądz                                        | 40:0 (wo) | Speedway Miszkolc                          | Drużyna węgierska zrezygnowała z udziału w meczach barażowych o miejsce w I lidze. GKSŻ orzekł walkower na korzyść drużyny GTŻ Grudziądz w każdym meczu barażowym. | [ 46 ] |
| 2009 | Prawo startu w I lidze w roku 2010                                                | KŻ Orzeł Łódź (2. miejsce w II lidze)                | 43:47     | GTŻ Grudziądz (7. miejsce w I lidze)       | | [ 47 ] |
| 2009 | Prawo startu w I lidze w roku 2010                                                | GTŻ Grudziądz                                        | 60:31     | KŻ Orzeł Łódź                              | | [ 47 ] |
| 2010 | Prawo startu w I lidze w roku 2011                                                | KMŻ Lublin (2. miejsce w II lidze)                   | 51:39     | RKM ROW Rybnik (7. miejsce w I lidze)      | | [ 48 ] |
| 2010 | Prawo startu w I lidze w roku 2011                                                | RKM ROW Rybnik                                       | 58:30     | KMŻ Lublin                                 | | [ 48 ] |
| 2011 | Prawo startu w I lidze w roku 2012                                                | ŻKS Ostrovia (3. miejsce w II lidze)                 | –         | PSŻ Poznań (8. miejsce w I lidze)          | Drużyna z Poznania nie przystąpiła do meczów barażowych o miejsce w I lidze. GKSŻ orzekł zwycięstwo meczów barażowych walkowerem przez drużynę ŻKS Ostrovia i jej awans do I ligi. | [ 49 ] |
| 2011 | Prawo startu w I lidze w roku 2012                                                | PSŻ Poznań                                           | –         | ŻKS Ostrovia                               | Drużyna z Poznania nie przystąpiła do meczów barażowych o miejsce w I lidze. GKSŻ orzekł zwycięstwo meczów barażowych walkowerem przez drużynę ŻKS Ostrovia i jej awans do I ligi. | [ 49 ] |
| 2012 | Prawo startu w I lidze w roku 2013                                                | ROW Rybnik (2. miejsce w II lidze)                   | 43:46     | ŻKS Ostrovia (6. miejsce w I lidze)        | | [ 50 ] |
| 2012 | Prawo startu w I lidze w roku 2013                                                | ŻKS Ostrovia                                         | 55:33     | ROW Rybnik                                 | | [ 50 ] |
|      |                                                                                   |                                                      |           |                                            | |        |
| 2014 | Prawo startu w I lidze w roku 2015                                                | Wanda Kraków (2. miejsce w II lidze)                 | –         | ŻKS ROW Rybnik (7. miejsce w I lidze)      | Mecze barażowe o miejsce w I lidze miały odbyć się 19 i 26 października 2014 roku, jednakże 17 października GKSŻ poinformowała o odwołaniu meczów barażowych o prawo startu w I lidze w sezonie 2015. Taką decyzję podjęto na prośbę klubu z Krakowa. Niemniej jednak, w związku ze stwierdzeniem wygaśnięcia z dniem 10 października 2014 roku licencji nadzorowanej przyznanej klubom z Gdańska (8. miejsce w Ekstralidze) oraz Częstochowy (7. miejsce w Ekstralidze), 17 grudnia GKSŻ postanowiła uzupełnić skład I ligi poprzez zaproszenie do złożenia wniosku o przyznanie licencji na starty w I lidze na rok 2015 klub – Krakowski Klub Żużlowy Sp. z o.o. – prowadzący drużynę przegraną w barażu o awans do I ligi. Wcześniej, 6 listopada, „dziką kartę” uprawniającą do ubiegania się o licencję PZM na starty w Ekstralidze w sezonie 2015 otrzymał GKM Grudziądz (3. miejsce w I lidze).         | [ 55 ] |
| 2014 | Prawo startu w I lidze w roku 2015                                                | ŻKS ROW Rybnik                                       | –         | Wanda Kraków                               | Mecze barażowe o miejsce w I lidze miały odbyć się 19 i 26 października 2014 roku, jednakże 17 października GKSŻ poinformowała o odwołaniu meczów barażowych o prawo startu w I lidze w sezonie 2015. Taką decyzję podjęto na prośbę klubu z Krakowa. Niemniej jednak, w związku ze stwierdzeniem wygaśnięcia z dniem 10 października 2014 roku licencji nadzorowanej przyznanej klubom z Gdańska (8. miejsce w Ekstralidze) oraz Częstochowy (7. miejsce w Ekstralidze), 17 grudnia GKSŻ postanowiła uzupełnić skład I ligi poprzez zaproszenie do złożenia wniosku o przyznanie licencji na starty w I lidze na rok 2015 klub – Krakowski Klub Żużlowy Sp. z o.o. – prowadzący drużynę przegraną w barażu o awans do I ligi. Wcześniej, 6 listopada, „dziką kartę” uprawniającą do ubiegania się o licencję PZM na starty w Ekstralidze w sezonie 2015 otrzymał GKM Grudziądz (3. miejsce w I lidze).         | [ 55 ] |
| 2015 | Prawo startu w I lidze w roku 2016                                                | KŻ Polonia Piła (2. miejsce w II lidze)              | 50:39     | Start Gniezno (7. miejsce w I lidze)       | Przed sezonem 2016 na skutek decyzji związanych z przyznaniem licencji postanowiono połączyć rozgrywki I i II ligi. Licencji z powodu problemów finansowych nie przyznano m.in. Startowi Gniezno. | [ 58 ] |
| 2015 | Prawo startu w I lidze w roku 2016                                                | Start Gniezno                                        | 55:35     | KŻ Polonia Piła                            | Przed sezonem 2016 na skutek decyzji związanych z przyznaniem licencji postanowiono połączyć rozgrywki I i II ligi. Licencji z powodu problemów finansowych nie przyznano m.in. Startowi Gniezno. | [ 58 ] |
|      |                                                                                   |                                                      |           |                                            | |        |
| 2017 | Prawo startu w I lidze w roku 2018                                                | Stal Rzeszów (7. miejsce w I lidze)                  | 38:52     | Motor Lublin (2. miejsce w II lidze)       | | [ 63 ] |
| 2017 | Prawo startu w I lidze w roku 2018                                                | Motor Lublin                                         | 47:25     | Stal Rzeszów                               | | [ 63 ] |
| 2018 | Prawo startu w I lidze w roku 2019                                                | KŻ Polonia Piła (7. miejsce w I lidze)               | 43:47     | TŻ Ostrovia (2. miejsce w II lidze)        | | [ 64 ] |
| 2018 | Prawo startu w I lidze w roku 2019                                                | TŻ Ostrovia                                          | 55:35     | KŻ Polonia Piła                            | | [ 64 ] |
| 2019 | Prawo startu w I lidze w roku 2020                                                | KŻ Orzeł Łódź (7. miejsce w I lidze)                 | 50:40     | PSŻ Poznań (2. miejsce w II lidze)         | | [ 65 ] |
| 2019 | Prawo startu w I lidze w roku 2020                                                | PSŻ Poznań                                           | 42:45     | KŻ Orzeł Łódź                              | | [ 65 ] |